# دونافون ستينسون
دونافون ستينسون هو ممثل كندي، ولد في 25 أغسطس 1976 في كندا.

## أعمال

### أفلام
- (2005) أربعة مذهلون
- (2007) نظرية الفوضى

## وصلات خارجية
- دونافون ستينسون على موقع IMDb (الإنجليزية)
- دونافون ستينسون على موقع ألو سيني (الفرنسية)
- دونافون ستينسون على موقع أول موفي (الإنجليزية)
- دونافون ستينسون على موقع قاعدة بيانات الفيلم (الإنجليزية)
- دونافون ستينسون على موقع كينوبويسك (الروسية)